# Chiara Hoenhorst
Chiara Hoenhorst (ur. 9 stycznia 1997 w Albersloh) – niemiecka siatkarka, grająca na pozycji przyjmującej. Po sezonie 2018/2019 postanowiła zakończyć karierę siatkarską z powodu odniesionych urazów w ataku terrorystycznym.
7 kwietnia 2018 roku została poważnie ranna w ataku terrorystycznym. Furgonetka wjechała w ludzi siedzących przed restauracją Kiepenkerl na starym mieście w Münster. Przez dłuższy czas była w śpiączce.